# Obermühle (Büren)
Die Obermühle befand sich in der Nähe des Gut Holthausen auf dem Stadtgebiet von Büren im Kreis Paderborn (Nordrhein-Westfalen).

## Geschichte
Im Jahre 1256 wurde die Obermühle das erste Mal schriftlich erwähnt. In den ersten Jahren wurde sie von den Zisterzienserinnen des Klosters Holthausen als Kornmühle benutzt. Später wurde die Mühle auch als Papiermühle, in der Baumstämme zerkleinert wurden, genutzt. Am 28. Juni 1907 beschloss der Stadtrat der Stadt Büren, die Mühle zu kaufen und sie zu einem Elektrizitätswerk umzubauen. Im Jahr 1908 wurde die 2600 Liter pro Sekunde fassende Wasserturbine eingebaut. Durch eine Fallhöhe des Wassers von 1,90 m konnte so maximal eine Leistung von 55 PS erreicht werden. Durch den steigenden Energiebedarf wurde der Elektrizitätsverband Büren-Brilon (EVBB) gegründet, dieser kaufte die Mühle im Jahre 1914. Der Mühlengraben wurde bei diesen Maßnahmen zum Teil verfüllt. 1916 wurde der Obergraben gebaut, um das Elektrizitätswerk mit mehr Wasser zu versorgen. Die Mühle wurde 1984 abgerissen.